# 雅諾鯨屬
雅諾鯨屬（學名：Llanocetus）是一支長有牙齒的原始鬚鯨，生活在始新世晚期，為生存年代最早的鬚鯨類成員之一，與齒鬚鯨和晚期的龍王鯨類共存。模式種為刻齒雅諾鯨（L. denticrenatus），其正模標本發現於南極半島西摩島拉梅塞塔组的普里阿邦阶潟湖砂岩中，推測該個體的全長可達8米以上，並且可能尚未完全成年。2019年的研究描述了南極半島出土的雅諾鯨屬未定種的三枚前臼齒化石，推測其體型可能比刻齒雅諾鯨大55%，達到12米。與大多數基幹鬚鯨類相同，雅諾鯨的口腔內可能尚未演化出鲸须結構，根據頭骨形態推測雅諾鯨可能以吸食的方式進食，類似現代的喙鲸和小露脊鯨。另一充0法是牠們是既可以用牙齒捕捉獵物又可以吸食獵物的捕食者，這要歸功於它們發達的牙齦。
|  |  |

## 備註
1. ↑  描述者以此紀念曾助其獲取化石的古巴裔美国學者乔治·阿尔伯特·雅诺（英文：George Albert Llano，1911–2003）[1]；“cetus”則為拉丁文中的“大型海洋動物”之意。
2. ↑  种加词來自拉丁文“denti”（牙齒）和“crena”（刻痕，凹口）。[1]